# Rostock (district rural)
Districtul rural Rostock este un district din Mecklenburg-Pomerania Occidentală. Cu 3421 km² este al patrulea district ca mărime din Germania. Reședința districtului este Güstrow. Există o filială a administrației la Bad Doberan.
Împreună cu orașul Ribnitz-Damgarten și municipalitatea Ahrenshoop districtul se află în zona de atracție a orașului Rostock. Districtul prezintă o ușoară creștere a populației.